# きれいなおかあさん
『きれいなおかあさん』（きれいなおかあさん、原題：漂亮媽媽）は1999年制作の中国映画。孫周（スン・ジョウ）監督、鞏俐（コン・リー）主演。

## 概要
聴覚に障害を持つ息子を育てる母親の姿を描いたヒューマンドラマである。コン・リーは全編ノーメイクで役を演じ、第24回モントリオール世界映画祭で最優秀女優賞を、第10回百花奨・第20回金鶏奨で最優秀主演女優賞をそれぞれ受賞した。息子役の高炘（ガオ・シン）は実際にも聾学校に通う聴覚障害者である。

## あらすじ
スン・リーインは夫と離婚し、女手一つで聴覚に障害がある一人息子のジョン・ダーを育てている。息子との時間をより多く持つために、それまでの安定した収入を得られる仕事をやめて、新聞配達の仕事を始めるリーイン。ジョン・ダーを小学校へ入学させるために言葉を教え、愛情を注いで育てていくのだが、ジョン・ダーは発音不明瞭を理由として入学試験に不合格となってしまう……。

## キャスト
- スン・リーイン（孫麗英）：鞏俐（コン・リー）
- ジョン・ダー（鄭大）：高炘（ガオ・シン）
- ファン・ズピン（方子品／方先生）：施京明（シー・ジンミン）
- ジョン・ペイドン（鄭佩東／ジョン・ダーの父）：管越（グアン・ユエ）
- ダー・ホー（大賀）：岳秀清（ユエ・シウチン）
- ジア：李誠儒（リー・チャンルー）
- ジアオ校長：呂麗萍（リュ・リーピン）
- 新聞販売店店長：雷恪生（レイ・チュエション）
- ルオおばさん：林青（リン・チン）
- イエンズ：周宇楓（ジョウ・ユーフォン）

## スタッフ
- 監督：孫周（スン・ジョウ）
- 脚本：劉恒（リウ・ホン）、孫周、邵暁黎（シャオ・シャオリー）
- 撮影監督：呂楽（リュ・ユエ）
- 美術監督：全栄哲（ゼン・ロンジャ）
- 音楽：趙季平（チャオ・チーピン）
- 編集：呉慕清（ウー・ムーチン）、翟茹（ジャイ・ルー）
- 製作：黄勇（コウ・ヨン）、趙新先（チャオ・シンセン）
- 製作総指揮：孫周、孫冕（スン・ミエン）